# Млекопитающие (фильм)
«Млекопитающие» (пол. Ssaki) — короткометражный фильм режиссёра Романа Поланского.

## Сюжет
Два человека по очереди везут друг друга на санках. При этом они постоянно прибегают к разным хитростям, чтобы заставить товарища тащить себя, например, изображают травмы. Увлекшись этим, они теряют санки и это «горе» заставляет их примириться. Однако ненадолго: вскоре один из них вновь начинает притворяться больным и залезает на спину попутчику. Все начинается сначала.

## В ролях
- Генрик Клуба
- Михал Жолнеркевич

## Награды
- 1963 — Краковский кинофестиваль
  - Золотой дракон за фильмы других форм — Роман Полански, Анджей Кондратюк, Анджей Костенко, Кшиштоф Комеда
- 1963 — Фестиваль короткометражных фильмов в Оберхаузене
  - Главный приз — Роман Полански